# Chelonanthus purpurascens
Chelonanthus purpurascens är en gentianaväxtart som först beskrevs av Jean Baptiste Christophe Fusée Aublet, och fick sitt nu gällande namn av Struwe, Nilsson och Albert. Chelonanthus purpurascens ingår i släktet Chelonanthus och familjen gentianaväxter. Inga underarter finns listade i Catalogue of Life.